# NGC 3299
NGC 3299 este o intermediate spiral galaxy⁠(d) situată în constelația Leul. A fost descoperită în 19 martie 1784 de către William Herschel.